# ساموئل بی. رابرتز (اف‌اف‌جی-۵۸)

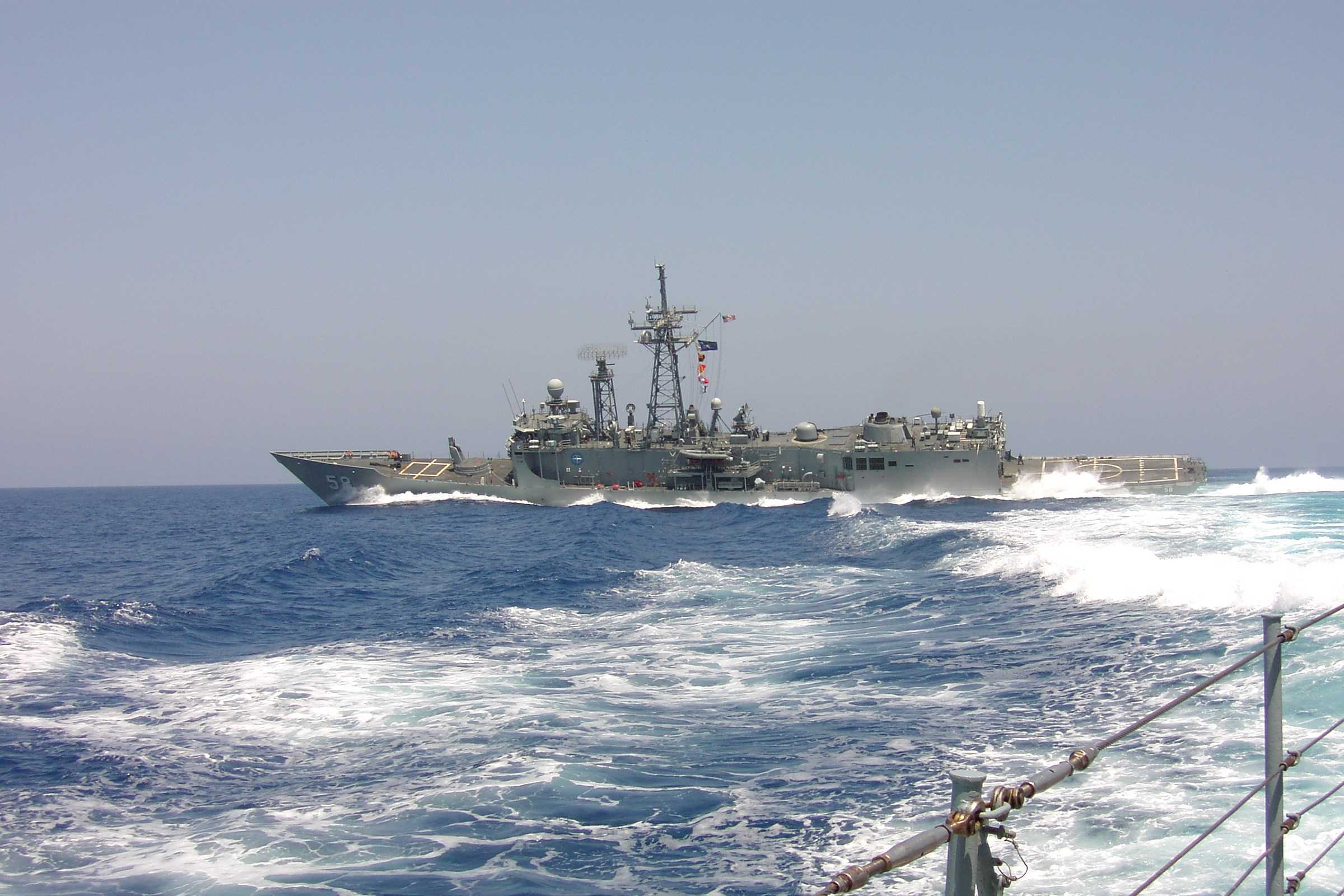

ساموئل بی. رابرتز (به انگلیسی: USS Samuel B. Roberts (FFG-58)) ناو موشک‌انداز آمریکایی بود. این ناو در ۱۴ آوریل ۱۹۸۸ با برخورد به یک مین ایرانی آسیب جدی دید. این اتفاق باعث تنش‌های بسیاری میان ایران و آمریکا شد که منجر به عملیات آخوندک و غرق شدن ناوچه موشک‌انداز جوشن و ناوشکن سهند و درگیری‌های ادامه‌دار منجر به حمله به هواپیمای مسافربری ایران شد. ناو ساموئل بی. رابرتز پس از انجام تعمیرات، تا سال ۲۰۱۵ فعال بود.

## نگارخانه

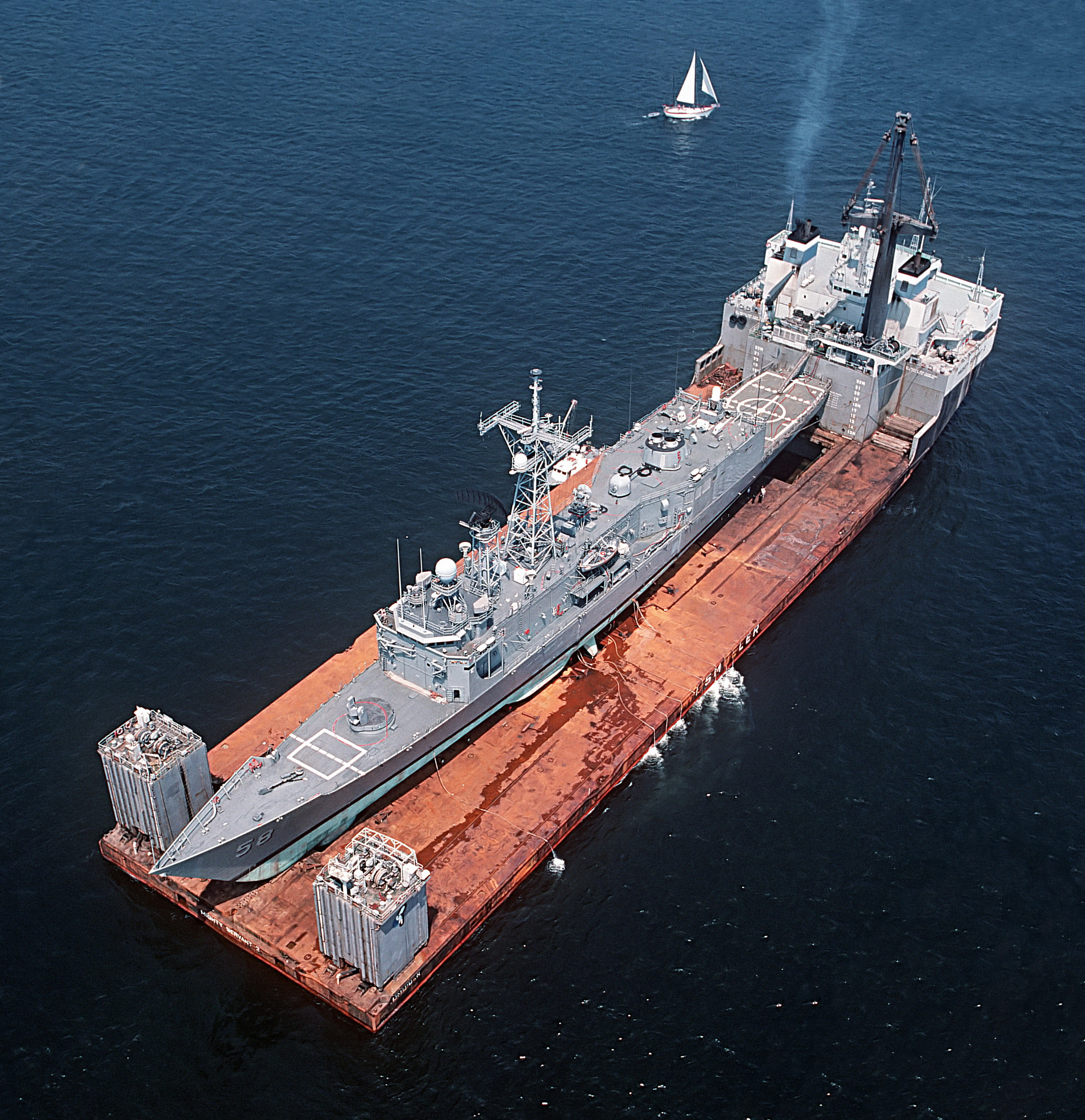
MV Mighty Servant 2، حامل ساموئل بی. رابرتز آسیب دیده توسط مین، در ۳۱ ژوئیه ۱۹۸۸
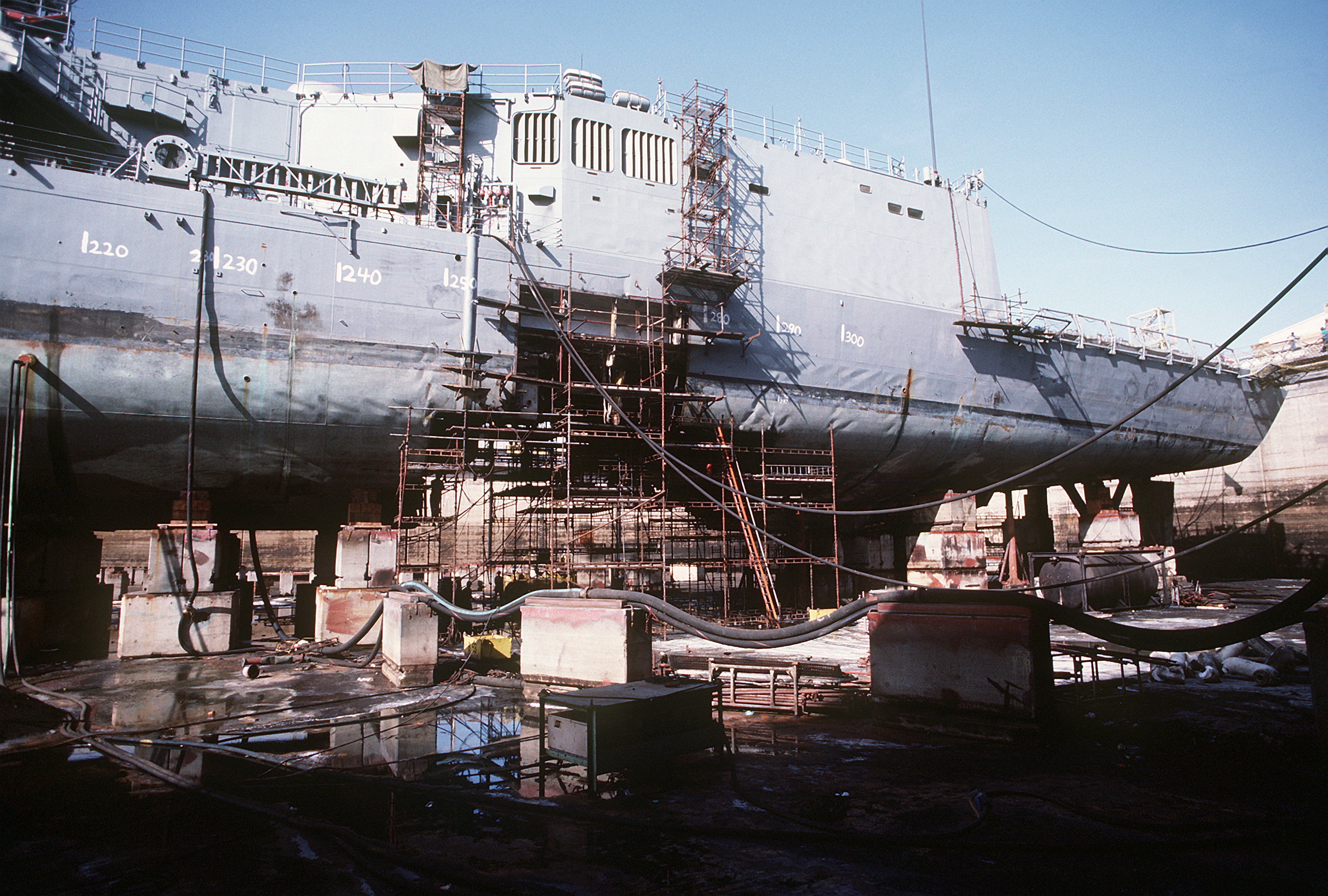
ساموئل بی. رابرتز در یک حوضچه خشک در دبی، امارات متحده عربی برای تعمیرات موقت
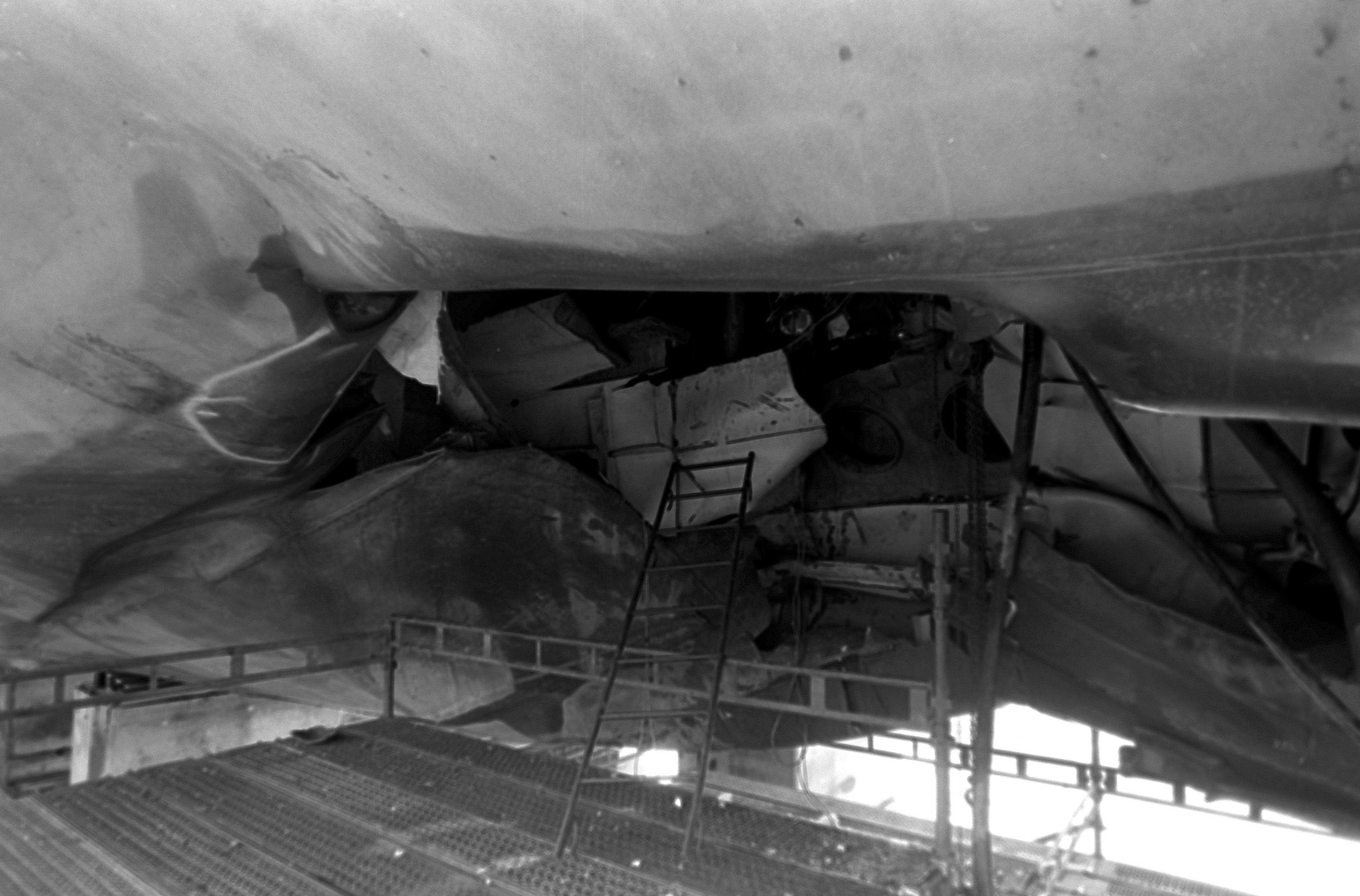
بدنه آسیب دیده ساموئل بی. رابرتز